# Josie Totah
Pour les articles homonymes, voir Totah.
Josie Jay Totah, également créditée J. J. Totah, est une actrice américaine, née le 5 août 2001 à Sacramento en Californie aux États-Unis.
Elle est connue pour son rôle dans la série télévisée Champions, ainsi que pour celui de Lexi dans Saved by the Bell, suite de Sauvés par le gong, qu'elle produit également.
Totah commence sa carrière en interprétant des rôles masculins, néanmoins, en 2018, l'actrice rend publique sa transidentité.

## Biographie

### Jeunesse
Totah est née à Sacramento en Californie. Elle est de descendance palestinienne et libanaise.

### Carrière
Totah commence sa carrière en 2012 en interprétant des rôles masculins dans des courts métrages pour AwesomenessTV. Dès 2013, elle signe pour un rôle récurrent dans la sitcom Jessie et devient l'un des personnages principaux de Back in the Game, puis elle enchaîne les apparitions dans plusieurs séries télévisées dont New Girl, 2 Broke Girls, Glee, ou encore Liv et Maddie.
En 2016, elle joue dans le film Other People pour lequel elle obtient le prix de la révélation de l'année au festival de Sundance par le magazine Variety. L'année suivante, elle apparaît dans des petits rôles dans les films Handsome : Une comédie policière Netflix et Spider-Man: Homecoming.
En 2017, elle interprète Michael Patel, le personnage principal de Champions, une série télévisée créée et produite par Mindy Kaling. En 2020, elle signe pour le rôle de Lexi dans Saved by the Bell, suite de la série télévisée Sauvés par le gong, qu'elle produit également.
En 2023, elle incarne Mabel Elmsworth de la série télévisée britannique The Buccaneers.

### Vie privée
Le 20 août 2018, Totah écrit un article pour le Time dans lequel elle fait son coming out de femme trans.

## Filmographie

### Cinéma

#### Longs métrages
- 2016 : Time Toys de Mark Rosman : Boomer
- 2016 : Other People de Chris Kelly : Justin
- 2017 : Handsome : Une comédie policière Netflix (Handsome: A Netflix Mystery Movie) de Jeff Garlin : Charles
- 2017 : Spider-Man: Homecoming de Jon Watts : Seymour O'Reilly
- 2020 : Magic Camp de Mark Waters : Judd
- 2021 : Moxie d'Amy Poehler : CJ
- 2024 : Faces of Death de Daniel Goldhaber

#### Courts métrages
- 2012 : Hip Kids de Meera Peermohamed : Billy
- 2012 : The Lil' Dictator - Part I de David Goldsmith : Lil' Dictator
- 2012 : The Lil' Dictator - Part II de David Goldsmith : Lil' Dictator
- 2012 : Wordplay de Rondell Sheridan : Sad Speller
- 2012 : What I Did Last Summer de Rondell Sheridan : Eugene
- 2012 : Scared Sweet de Japheth Gordon : Willow
- 2012 : Summer's Nightmare de Victor Aminger : Josh

### Télévision

#### Téléfilms
- 2016 : Skirtchasers d'Amanda Bearse et Stan Zimmerman : Henry Samuels

#### Séries télévisées
- 2013 : Kroll Show : un enfant à la fête d'anniversaire
- 2013-2015 : Jessie : Stuart Wooten (invitée récurrente, saisons 2 à 4)
- 2013-2014 : Back in the Game : Michael Lovette
- 2014 : Nina au Petit Coin (Nina Needs to Go!) : Frank (voix)
- 2014 : The Exes : Cooper (saison 3, épisode 19)
- 2014 : Princesse Sofia (Sofia the First) : Prince Jin (voix - saisons 2 et 3)
- 2014 : New Girl : Todd (saison 3, épisode 22)
- 2014 : OMG! : l'officier #2 (2 épisodes)
- 2014 : 2 Broke Girls : Elliot (saison 4, épisode 3)
- 2015 : Glee : Myron Muskovitz (4 épisodes, saison 6)
- 2016 : Tween Fest : Stop the Preston (rôle récurrent)
- 2016-2017 : Liv et Maddie : California Style (Liv and Maddie: Cali Style) : Skeeter Parham (3 épisodes, saison 4)
- 2018 : Champions : Michael Patel
- 2019 : The Other Two : Elijah (saison 1, épisode 5)
- 2019 : Le Secret de Nick (No Good Nick) : Lisa Haddad (rôle récurrent)
- depuis 2020 : Saved by the Bell : Lexi Haddad-DeFabrizio (également productrice)
- 2020 : Big Mouth : Natalie (voix - 3 épisodes, saison 4)
- depuis 2023 : The Buccaneers : Mabel Elmsworth
- 2026 : Carrie : Tina

## Distinctions

### Nominations
- International Online Cinema Awards 2021 : meilleure actrice dans un second rôle pour Saved by the Bell
- Critics' Choice Movie Awards 2022 : Meilleure actrice dans un second rôle pour Saved by the Bell
- The Queerties 2022 : meilleure performance TV pour Saved by the Bell